# 城郊乡 (北安市)
城郊乡，是中华人民共和国黑龙江省黑河市北安市下辖的一个乡镇级行政单位。

## 行政区划

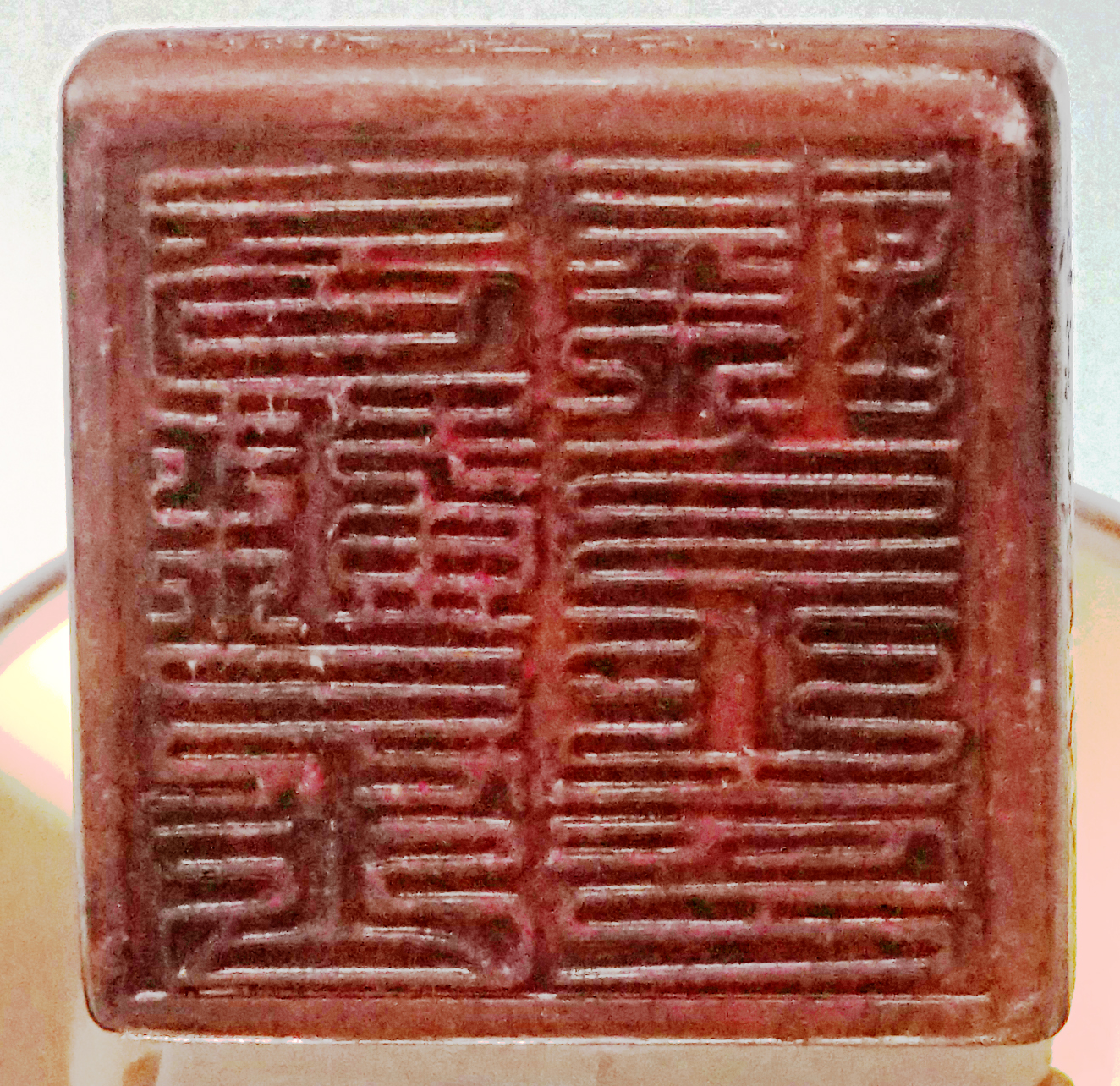
曷苏昆山谋克铜官印，金代，城郊乡出土

城郊乡下辖以下地区：
建民村、永青村、长青村、向前村、双青村、新华村、革命村和工农村。